# بيت نوابة (حزم العدين)

تعديل مصدري - تعديل

بيت نوابة محلة تابعة لقرية نوابة، التابعة لعزلة حقين بمديرية حزم العدين إحدى مديريات محافظة إب في الجمهورية اليمنية، بلغ تعداد سكانها 46 حسب تعداد اليمن لعام 2004.